# Benin City
Benin City, deutsch Benin-Stadt, ist mit etwa 1,78 Millionen Einwohnern (Stand 2021) die größte Stadt des Bundesstaates Edo und dessen Hauptstadt sowie eine der größten Städte Nigerias.
Benin City war das Zentrum des Königreichs Benin und Sitz des Oba. Sie ist das kulturelle Zentrum des Volkes der Edo, die fast ausschließlich in der Stadt und im Umland siedeln. Die Stadt entstand aus einer Fusion von verschiedenen Dörfern. Ein urbanes Zentrum wurde ab dem 15. Jahrhundert angelegt. Die Stadt wurde 1897 von den Briten geplündert und zu großen Teilen verwüstet. Heute ist sie bekannt für ihre Gummiindustrie.

## Geographie
Die Stadt liegt im Süden des Landes am gleichnamigen Fluss. Der Okomu-Nationalpark liegt etwa 60 Kilometer nordwestlich von Benin City entfernt. Es herrscht ein feucht-tropisches Monsunklima. Benin-City und das Umland sind für ihre rote Lehmerde bekannt.

## Klimadiagramm
|                       | Jan  | Feb  | Mär  | Apr  | Mai  | Jun  | Jul  | Aug  | Sep  | Okt  | Nov  | Dez  |   |      |
| Mittl. Tagesmax. (°C) | 31,7 | 32,7 | 32,6 | 32,1 | 31,6 | 29,4 | 27,8 | 27,8 | 28,2 | 30,0 | 31,6 | 31,6 | ⌀ | 30,6 |
| Mittl. Tagesmin. (°C) | 21,1 | 21,8 | 22,3 | 22,9 | 22,4 | 21,8 | 21,2 | 21,2 | 21,7 | 21,8 | 21,8 | 20,5 | ⌀ | 21,7 |
|                       |      |      |      |      |      |      |      |      |      |      |      |      |   |      |
| Niederschlag (mm)     | 9    | 44   | 109  | 164  | 199  | 267  | 331  | 247  | 338  | 233  | 62   | 22   | Σ | 2025 |

| 21,1 |

| 21,8 |

| 22,3 |

| 22,9 |

| 22,4 |

| 21,8 |

| 21,2 |

| 21,2 |

| 21,7 |

| 21,8 |

| 21,8 |

| 20,5 |

| 21,1 |

| 21,8 |

| 22,3 |

| 22,9 |

| 22,4 |

| 21,8 |

| 21,2 |

| 21,2 |

| 21,7 |

| 21,8 |

| 21,8 |

| 20,5 |

## Geschichte
Um 1200 oder 1300 wurden die Edo-Stämme um Benin City vereint. Nach dem Zusammenbruch des vorherigen Königreiches Igodomigodo nach dem Exil des Prinzen Ekaladerhan, der daraufhin laut den Edo in Ile-Ife als Oduduwa das erste Königreich der Yoruba gründete, befand sich das Königreich in einer Krise. Nach Bitten der Edo, dass Ekaladerhan zurückkehren solle, schickte dieser seinen Enkel (in manchen Quellen auch Sohn) Oranmiyan nach Benin-City, der dann dort der erste Oba des Benin-Königreichs (Die Könige des vorherigen Edo Königreichs Igodomigodo wurden Ogiso genannt.) wurde. Da dieser aber in Ile-Ife aufwuchs und nur Yoruba sprach, gelang es ihm nicht, die Edo zu regieren. Er verließ die verärgerten Edo und nannte die Gegend "Ile Ubinu", was so viel wie "Land des Ärgers" bedeutet. Dies ist der Wortursprung des Wortes Benin, was eine Korruption der Portugiesen darstellt. Sein Sohn Eweka I, der in Benin-City geboren wurde und deshalb der Kultur vertraut war, wurde sein Nachfolger.
Zu dieser Zeit, aber auch schon zuvor wurde mit dem Bau riesiger Erdwerke zur Befestigung, den Mauern von Benin, begonnen, die zu den größten Befestigungsanlagen der Welt zählten. Im 15. Jahrhundert befestigte König Ewuare des damaligen Reiches Benin (nicht zu verwechseln mit dem heutigen Staat Benin) die Stadt.
Bereits 1486 betrieben die Portugiesen hier einen Handelsposten. In den beiden folgenden Jahrhunderten wurde Benin City ein Zentrum des portugiesischen, des niederländischen und des beninischen Sklavenhandels, durch den die Region reich wurde.
Schon zu Beginn des 19. Jahrhunderts begann der Niedergang der Hauptstadt. Aber noch zum Ende des 19. Jahrhunderts wurde die Hauptstadt als „mit tiefen Gräben umgeben“ beschrieben. Sie hatte „breite Straßen mit lebhaftem Verkehr“, einen umfangreichen Palast des Herrschers und 15.000 Einwohner. Stadt und Befestigungsanlagen wurden 1897 bei einem Eroberungsfeldzug der britischen Kolonialtruppen verwüstet. Tausende Kunstgegenstände aus Bronze wurden geraubt; etwa 1000 befinden sich im British Museum, viele wurden auch von deutschen Sammlern ersteigert. 2022 gab die Bundesrepublik rund 1100 der geraubten Objekte an Nigeria zurück, der größte Teil von ihnen bleibt vorerst als nigerianische Leihgabe an den jeweiligen Aufbewahrungsorten, rund 20 deutschen Museen; 2 Stücke wurden im Rahmen der Unterzeichnung der Absichtserklärung zwischen Deutschland und Nigeria direkt übergeben.
Während des Biafra-Krieges wurde in Benin City 1967 die Republik Benin ausgerufen; bereits am Folgetag wurde das „Staatsgebiet“ jedoch von nigerianischen Truppen besetzt, womit die Republik ihr schnelles Ende fand.
1972 entstand aus einer 1970 gegründeten Technischen Hochschule die University of Benin (Nigeria), eine der größten des Landes.

## Religiöse Strömungen
Benin City ist Sitz eines römisch-katholischen Erzbischofs sowie der großen pfingstkirchlichen Church of God Mission. Das (unabhängige) Miracle Center mit seinen 20.000 Sitzplätzen ist eine der größten Kirchen der Welt. Aber auch Voodoo-Kulte sind weit verbreitet.

## Sehenswürdigkeiten

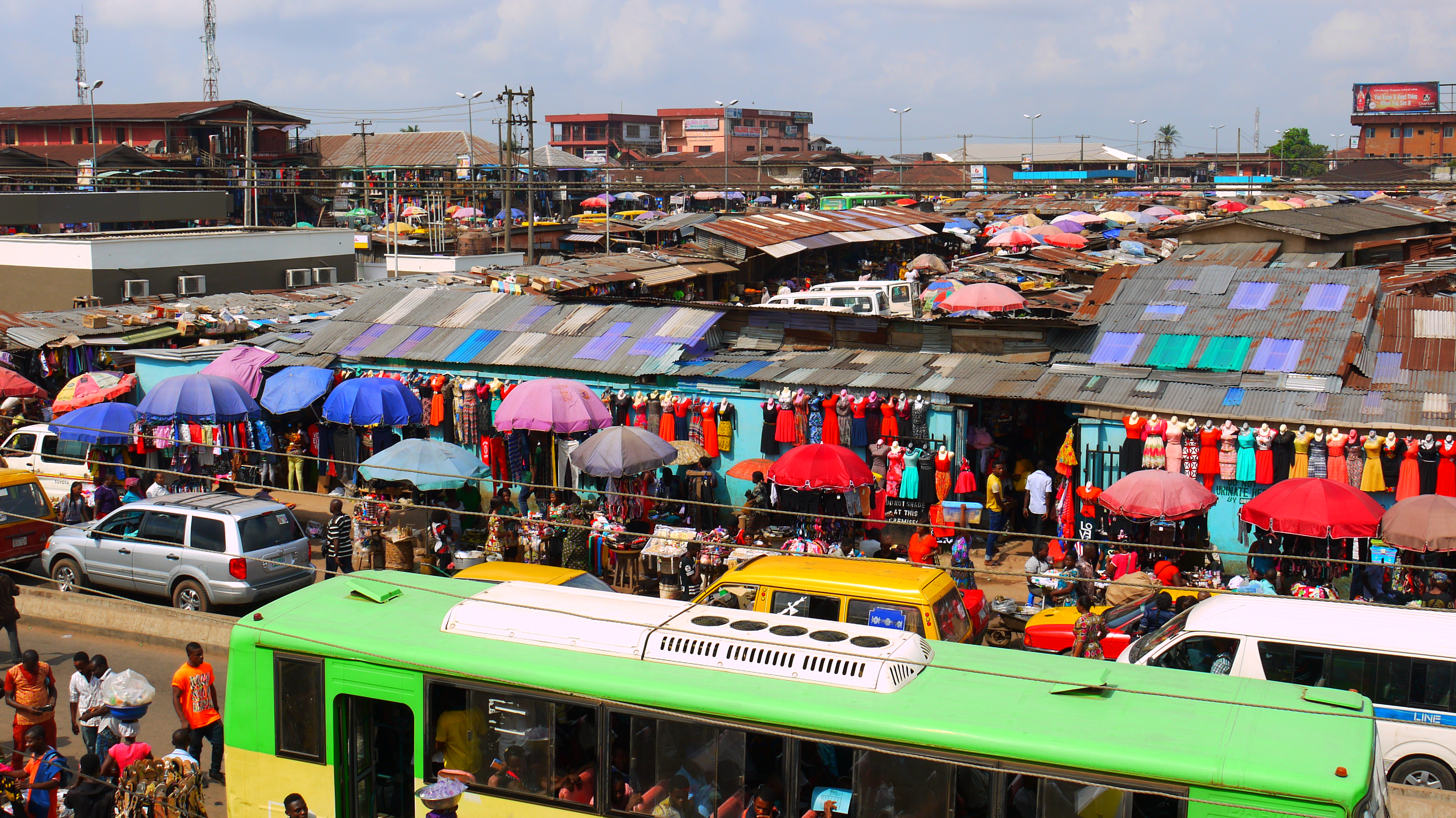
Markt in Benin City

In Benin City gibt es ein Nationalmuseum, einen Palast (Oba-Palast) und die zoologische Naturparkanlage Ogba Zoo. Die Stadt hat mehrere Märkte.

## Wirtschaft

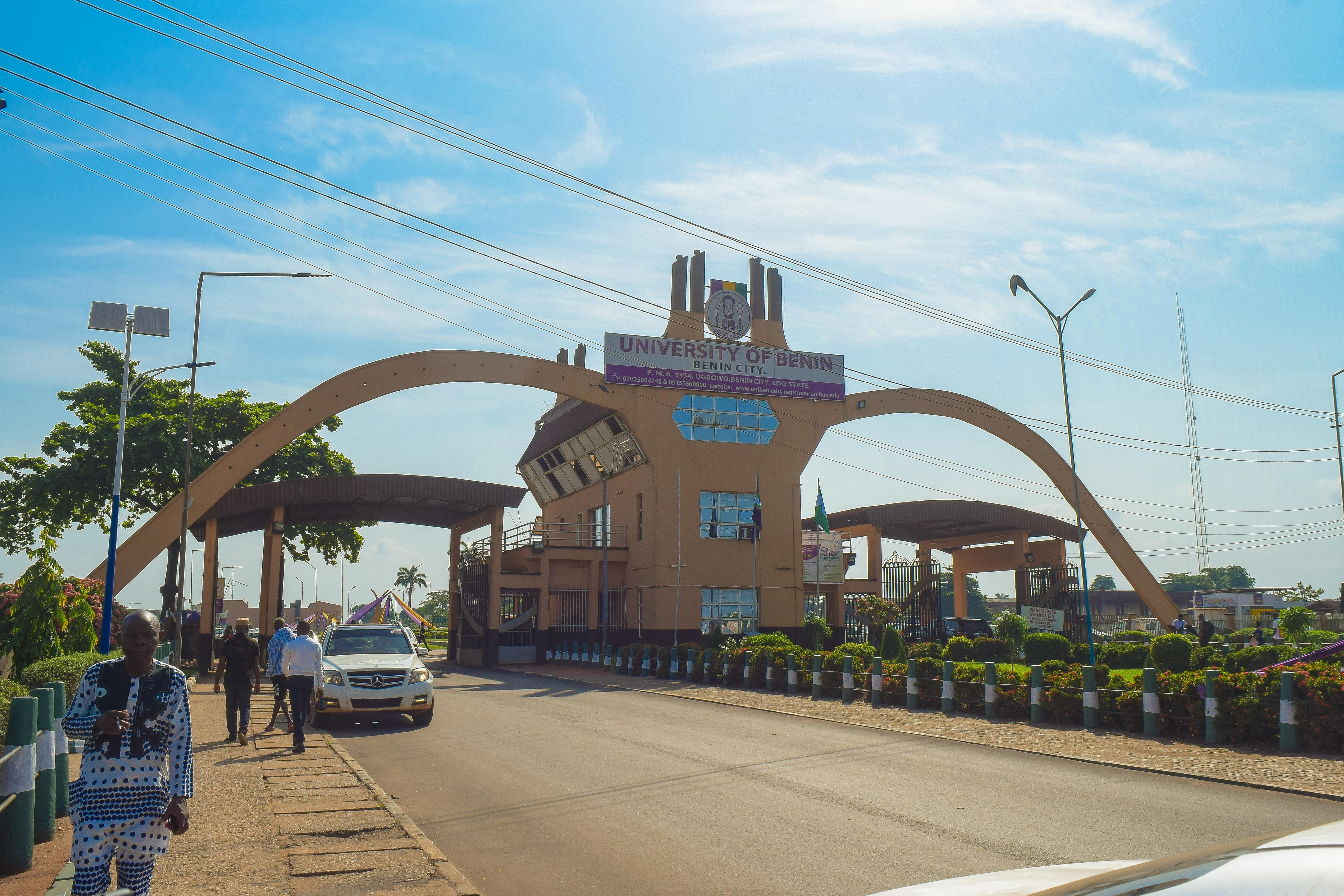
Universität von Benin City

Die Stadt ist für die Gummiindustrie bekannt. Sie hat einen Hafen. Der Flughafen Benin City liegt von bebautem Gebiet umgeben südwestlich des Stadtzentrums.
Benin City ist ein Zentrum der Zwangsprostitution und der Kinderprostitution. Tausende Kinder werden dort von ihren armen Familien an Zuhälter verkauft und landen später auch an den Straßen und in den Bordellen Großbritanniens, Italiens und Deutschlands.

## Persönlichkeiten
- Festus Iyayi (1947–2013), Hochschullehrer für Ökonomie und Schriftsteller
- Nikki Amuka-Bird (* 1976), nigerianisch-britische Schauspielerin
- Frank Egharevba (* 1985), nigerianisch-österreichischer Fußballer
- Juliet Itoya (* 1986), nigerianisch-spanische Weitspringerin
- Festus Ezeli (* 1989), Basketballspieler
- Osayamen Osawe (* 1993), englischer Fußballspieler
- Isaac Success (* 1996), nigerianischer Fußballspieler
- Kelvin Arase (* 1999), österreichischer Fußballer
- Edna Imade (* 2000), nigerianische Fußballspielerin
- Demi Isaac Oviawe (* 2000), irische Schauspielerin
- Rema (* 2000), nigerianischer Sänger und Rapper